# サン・ジュリアーノ教会
サン・ジュリアーノ教会（サン・ジュリアーノきょうかい）は、ベネチアにある教会。現地では「Chiesa di San Zulian」と呼ばれる。また、Chiesa di San Giuliano とも呼ばれる。

## 解説
サンジュリアーノ教会は、ベネチア方言で一般に「サンズリアン」と呼ばれる。同教会はリアルト橋に近接するサンサルバドルの教区にある。 街の主要なショッピング街でもあるメルセリア地区である。もともとは9世紀の建造物だが、近隣の1105年の火災による再建を含め、多くの再建が行われた。ファサードは1553~1554年にヤコポ・サンソビーノにより建設され1570年の彼の死後、アレッサンドロ・ビットリアによって完成された。
平面的な古典的ファサードは学者であるトマッゾ・ランゴーネの資金による。彼のブロンズ座像が正面ドアの上部にある。医学者であるランゴーネは薬草のサラサパツリラとグアイアクムを持っている姿で座している。彼はそれら薬草を梅毒や黄熱病の対処のために使用していた。レリーフは彼の功績死を広く告げるために世界地図を描いたているも典的文献に幅広い関心を持っていた彼にふさわしく、側面にある碑文は中央にラテン語、右にギリシャ語、左にヘブライ語が書かれている。内部はサンソビーノによりデザインされており、1580年にこの教会は奉献された。